# Mitrospingus
Mitrospingus es un género de aves paseriformes perteneciente a la familia Mitrospingidae (anteriormente situado en Thraupidae) que agrupa a dos especies nativas de la América tropical (Neotrópico) donde se distribuyen separadamente desde la costa caribeña de Costa Rica a través de América Central hasta el noroeste de América del Sur; y en los tepuyes del sureste de Venezuela, Guyana y extremo norte de Brasil (Monte Roraima). A sus miembros se les conoce por el nombre popular de tangaras y también fruteros o maraqueras.

## Etimología
El nombre genérico masculino Mitrospingus se compone de las palabras del griego «mitra»: ‘gorro’, ‘sombrero’, y «σπιγγος spingos» que es el nombre común del ‘pinzón vulgar’.

## Características
Las aves de este género son medianas, midiendo alrededor de 18 cm de longitud, de color oliva y gris que parecen similares pero que difieren radicalmente en sus comportamientos y vocalizaciones. Se distribuyen en zonas lejanamente separadas.

## Lista de especies
Según las clasificaciones del Congreso Ornitológico Internacional (IOC) y Clements Checklist v.2018, el género agrupa a las siguientes especies, con el respectivo nombre popular de acuerdo con la Sociedad Española de Ornitología (SEO):
| Imagen | Nombre científico       | Autor            | Nombre común        | Estaado de conservación |
| ------ | ----------------------- | ---------------- | ------------------- | ----------------------- |
|        | Mitrospingus cassinii   | (Lawrence), 1861 | tangara carineguzca | LC                      |
|        | Mitrospingus oleagineus | (Salvin), 1886   | tangara dorsioliva  | LC                      |

## Taxonomía
A pesar del presente género estar colocado tradicionalmente en la familia Thraupidae, datos genético-moleculares de Barker et al. (2013) (2015) encontraron que formaba un grupo monofilético junto a Orthogonys chloricterus y Lamprospiza melanoleuca y propusieron su inclusión en una nueva familia Mitrospingidae, lo que dejaría a las familias relacionadas monofiléticas. El cambio taxonómico fue aprobado por la American Ornithological Society y ya incorporado por las principales clasificaciones, como el Congreso Ornitológico Internacional (IOC), Clements checklist v.2018, Aves del Mundo (HBW), y el Comité Brasileño de Registros Ornitológicos (CBRO). La Propuesta N° 802 al Comité de Clasificación de Sudamérica relativa a los cambios descritos fue aprobada.